# Oriolo Romano
Oriolo Romano – miejscowość i gmina we Włoszech, w regionie Lacjum, w prowincji Viterbo.
Według danych na rok 2004 gminę zamieszkiwało 2920 osób, 153,7 os./km².
Urodził tu się dyplomata papieski abp Liberato Tosti.

## Bibliografia

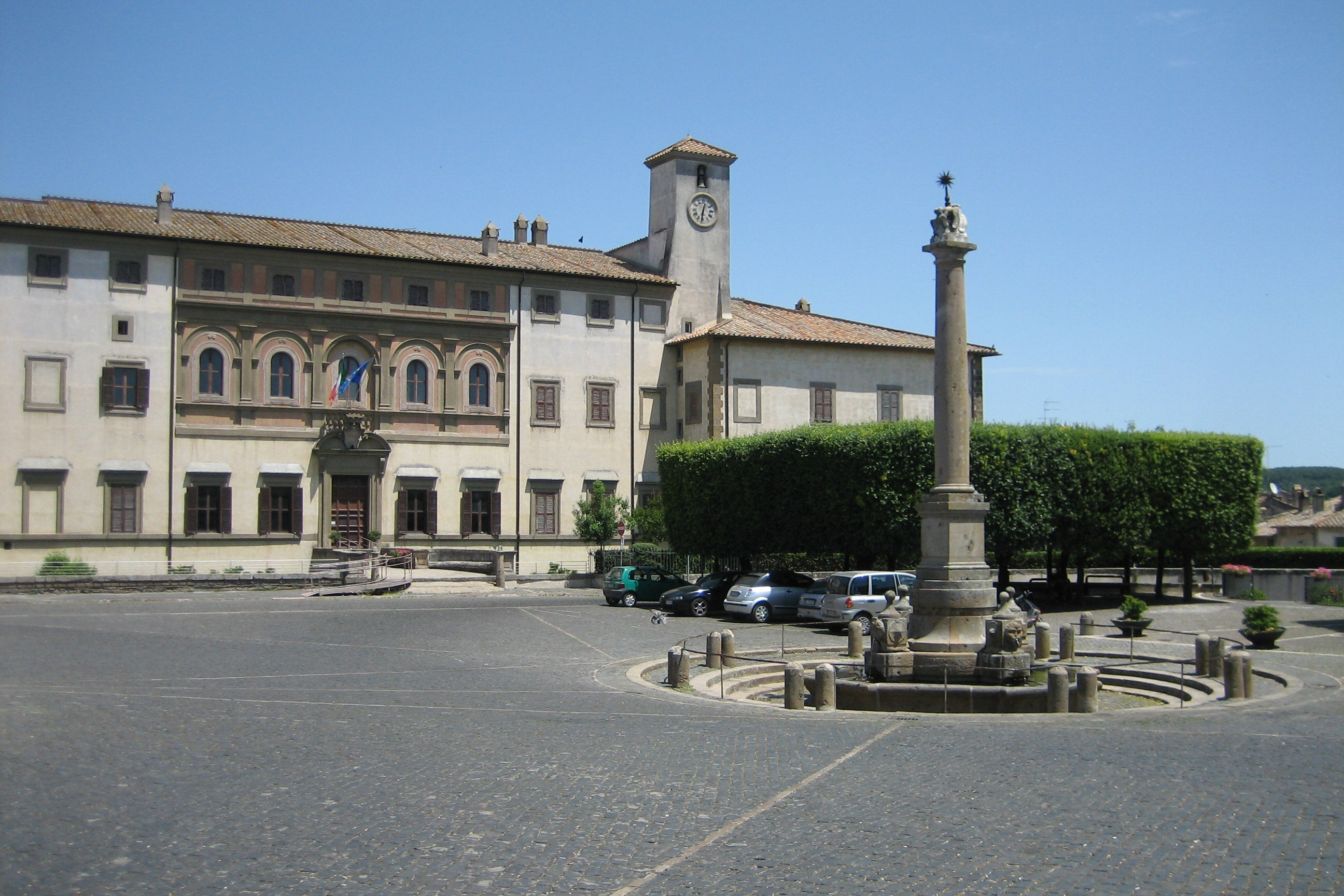
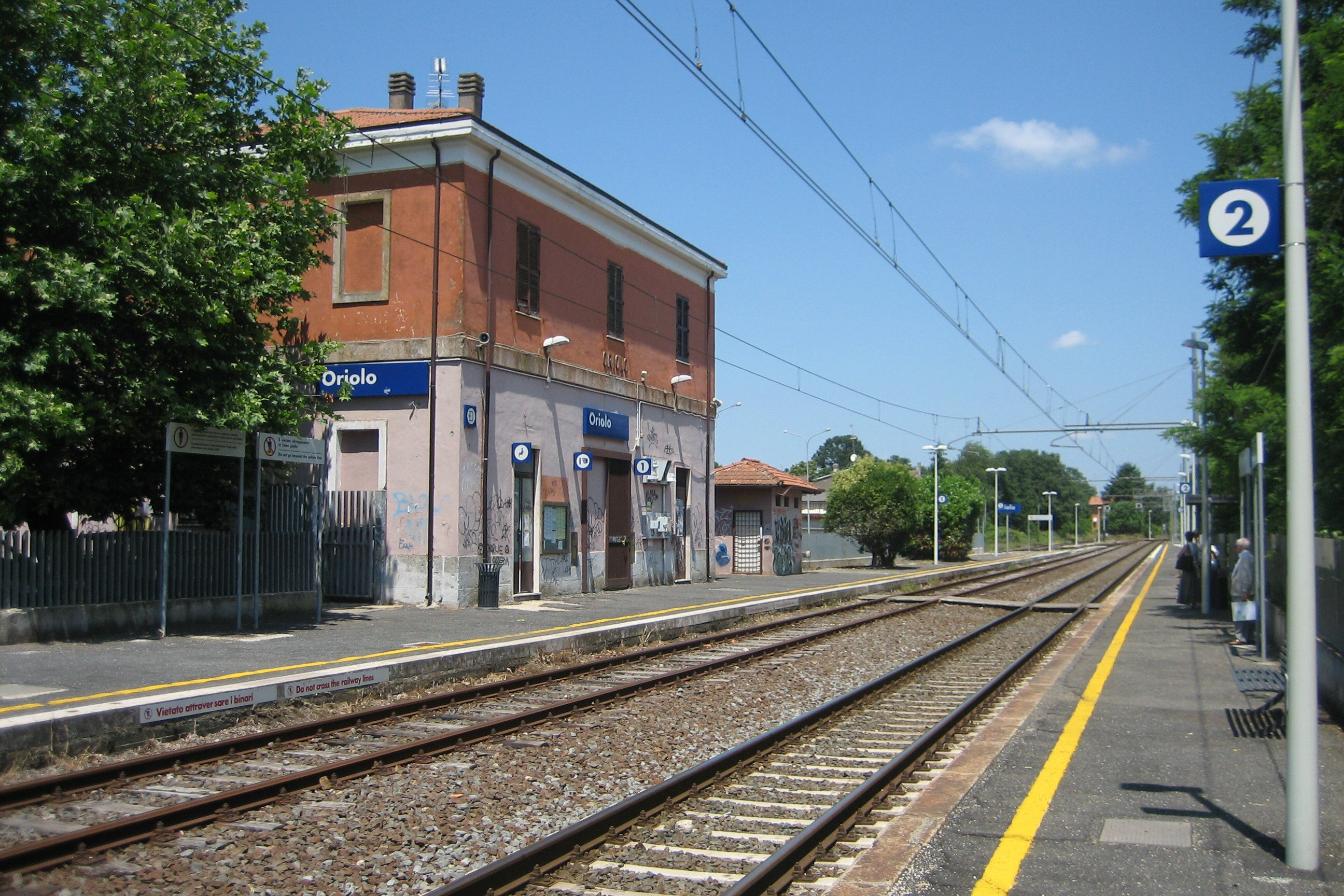